# Portada/article octubre 29

## Catedral de Tarragona
La catedral basílica de Tarragona és la seu catedralícia de l'Arquebisbat de Tarragona. Està situada a la part més alta de Tarragona, al centre de la ciutat medieval, que havia ocupat el fòrum de la Tarraco romana, a la part superior, on es trobava el recinte dedicat al culte amb el Temple. Així, es pot comprovar que el claustre de la catedral aprofita algun dels murs del tèmenos romà que envoltava el temple.